# Veronica Electronica
Veronica Electronica è un album di remix della cantautrice statunitense Madonna, pubblicato il 25 luglio 2025 per Warner Records.

## Antefatti
Originariamente concepito da Madonna come album di remix complementare al suo settimo album in studio Ray of Light (1998), Veronica Electronica fu accantonato all'epoca a causa del successo commerciale di Ray of Light e dei suoi singoli. Nel corso degli anni, il progetto divenne oggetto di persistenti speculazioni e voci tra i fan.
L'album contiene remix rari e inediti di diversi collaboratori di Madonna dell'era Ray of Light, tra cui Peter Rauhofer, William Orbit, Sasha, BT e Victor Calderone. Mentre molti di questi remix furono originariamente pubblicati sui relativi singoli, alcuni sono stati modificati o creati appositamente per questo album. Il disco comprende anche Gone Gone Gone, una demo inedita registrata durante le sessioni di Ray of Light con il produttore Rick Nowels.
Il 5 giugno 2025, Madonna ha annunciato che l'album sarebbe stato pubblicato il 25 luglio 2025, sulle piattaforme digitali e in streaming, così come in una stampa in vinile argentato in edizione limitata. Il giorno dell'uscita, Madonna ha annunciato un'ulteriore uscita in vinile trasparente e CD per il 10 ottobre 2025.

## Titolo e copertina
Durante la campagna promozionale dell'album originale, Madonna ha commentato che Veronica Electronica è il soprannome dell'alter ego che si è data durante la registrazione dell'album Ray of Light. Inoltre, il nome è uno dei suoi secondi nomi scelti, derivante dalla sua cresima cattolica quando era bambina e da Santa Veronica. Durante la campagna promozionale dell'album, durante un'intervista con il giornalista di MTV Kurt Loder, Madonna ha affermato che l'alter ego è di origine medievale. Secondo la portavoce Liz Rosenberg, Madonna ha considerato di intitolare l'album originale Mantra, pensando fosse un "titolo davvero bello", e ha anche considerato di chiamarlo Veronica Electronica; tuttavia, ha scartato entrambe le idee e lo ha chiamato Ray of Light, poiché, a parte il suo LP di debutto, i suoi album in studio fino a quel momento avevano il titolo di una delle canzoni della tracklist di ciascun album. Tematicamente, le prime cinque versioni sono state create seguendo l'idea di un DJ set psichedelico eseguito in un club underground, con Veronica che balla su una musica che la manda progressivamente in trance. Le ultime tre potrebbero essere descritte come il segmento after-hour in cui ci si rilassa prima di lasciare la pista da ballo e tornare al mondo reale.
Su Instagram, Madonna ha dichiarato che "Realizzare il mio album Ray of Light è stato un momento fondamentale nella mia vita di artista. Stavo attraversando un'enorme metamorfosi. Avevo dato alla luce mia figlia Lola. Avevo trovato la mia via spirituale ed ero pronta a mutare in una nuova pelle e intraprendere una strada meno battuta. Mi sono avventurata nella musica elettronica con William Orbit e ho creato un alter ego, prendendo uno dei miei secondi nomi, ed è nata Veronica Electronica". La sua dichiarazione continuava: "Incontra la mia altra metà". Per la copertina dell'album sono utilizzate alcune fotografie scattate durante un servizio fotografico del 14 gennaio 1998 dal duo di fotografi Inez e Vinoodh.

## Promozione
Il 5 giugno 2025, Madonna pubblicò il Peter & Victor 's Collaboration Remix Edit per la traccia Skin, seguito da Gone Gone Gone - una demo originale inedita dalle sessioni di Ray of Light - circa un mese dopo; la canzone ha raggiunto la vetta della classifica statunitense iTunes Songs, e ha debuttato al numero 72 nella classifica UK Singles Downloads Chart il 18 luglio 2025.

## Accoglienza critica
| Recensione           | Giudizio |
| -------------------- | -------- |
| Metacritic           | 66/100   |
| AllMusic             |          |
| The Guardian         |          |
| The Irish Times      |          |
| The Line of Best Fit | 7/10     |
| musicOMH             |          |

L'album ha ricevuto recensioni generalmente positive dalla critica musicale.

## Tracce
1. Drowned World/Substitute for Love (BT & Sasha's Bucklodge Ashram New Edit) – 5:21 (Madonna, David Collins, Anita Kerr, Rod McKuen, William Orbit)
2. Ray of Light (Sasha Twilo Mix Edit) – 5:42 (Madonna, Dave Curtiss, Christine Leach, Clive Maldoon, William Orbit)
3. Skin (Peter & Victor's Collaboration Remix Edit) – 5:19 (Madonna, Patrick Leonard)
4. Nothing Really Matters (Club 69 Speed Mix Meets the Dub) – 5:14 (Madonna, Patrick Leonard)
5. Sky Fits Heaven (Victor Calderone Future New Edit) – 5:20 (Madonna, Patrick Leonard)
6. Frozen (Widescreen Mix and Drums) – 5:18 (Madonna, Patrick Leonard)
7. The Power of Good-Bye (Fabien's Good God Mix Edit) – 5:23 (Madonna, Rick Nowels)
8. Gone Gone Gone (Original Demo Version) – 4:39 (Madonna, Rick Nowels)

## Formazione
Crediti adattati da Tidal.
- Madonna – voce
- Fergus Gerrand – batteria (traccia 1)
- Sasha – ingegneria del suono (2)
- Pat McCarthy – ingegneria del suono (2, 3)
- Marc Moreau – chitarra (2)
- Matt Silva – ingegneria del suono (3, 6)
- David Reitzas – ingegneria del suono (3)
- Jon Englesby – ingegneria del suono (3)
- Mark Endert – ingegneria del suono (3)
- Ted Jensen – ingegneria del suono (3)
- Georg O. Luksch – tastiere, programmazione (4)
- Craig Armstrong – arrangiamento archi (6)
- Patrick Leonard – arrangiamento aggiuntivo (6)
- Mac Quayle – tastiere (6)
- Sean Spuehler – tecnico (6)
- Niven Garland – ingegneria (7)

## Classifiche
| Classifica (2025) | Posizione massima |
| ----------------- | ----------------- |
| Australia         | 36                |
| Austria           | 39                |
| Belgio (Fiandre)  | 8                 |
| Belgio (Vallonia) | 28                |
| Francia           | 44                |
| Germania          | 12                |
| Italia            | 20                |
| Paesi Bassi       | 20                |
| Regno Unito       | 23                |
| Scozia            | 7                 |
| Svizzera          | 10                |